# Marcin Krasicki (zm. 1600)
Marcin Krasicki herbu Rogala (zm. w 1600 roku) – wojski przemyski w latach 1580-1600, komornik graniczny przemyski w 1569 roku, żołnierz.
Poseł ziemi przemyskiej na sejm konwokacyjny 1587 roku.